# Погосподарські книги
Погосподарські книги — документи первинного обліку в сільських Радах народних депутатів з 1935 року. Складаються з окремих особових рахунків на кожне господарство, що знаходиться на території сільради. В особових рахунках містяться відомості про членів сім'ї, які проживають в господарстві, а також дані щодо землі, будівель і худоби, що знаходяться в особистому користуванні.
В Україні ведеться з 1979. Завдання органів державної статистики і місцевого самоврядування щодо організації та здійснення статистичних спостережень за станом розвитку соціальної сфери на селі, рівнем життя сільського населення, формуванням багатоукладності економіки передбачені Законами України «Про державну статистику» (1992) та «Про місцеве самоврядування в Україні» (1997).
У першому розділі особового рахунку записуються поіменно всі особи, які постійно проживають в господарстві, із зазначенням дати їх народження, статі, національності, рівня освіти, місця навчання і роботи, посади або заняття, відомостей про інвалідність і пенсійне забезпечення. У цей же розділ вписуються народжені і новоприбулі, виписуються померлі і вибули в інше постійне місце проживання, тут же робляться записи щодо осіб, тимчасово відсутніх.
Погосподарські книги закладаються 1 раз на 3 роки, записи в них уточнюються щороку станом на 1 січня і 1 червня. На підставі цих записів фінансові органи обчислюють сільськогосподарський податок, органи державного страхування ведуть облік об'єктів обов'язкового страхування, органи народної освіти здійснюють облік дітей, які підлягають навчанню. За даними погосподарських книг сільради складають також щорічний звіт, в якому містяться відомості про чисельність і склад сільського населення за статтю, віку і суспільними групами.